# 561 Ingwelde
Az 561 Ingwelde egy a Naprendszer kisbolygói közül, amit Max Wolf fedezett fel 1905. március 26-án.